# Футбол в Северна Македония
Футболът е най-популярният спорт в Северна Македония, а страната става член на ФИФА през 1994 година.
Националният отбор на Република Македония постига няколко забележителни резултати в квалификационните цикли за Европейското първенство, а също така и за световната Купа. Най-сензационният резултат вероятно е равенствотото 2-2, постигнато в официално гостуване срещу Англия през октомври 2002 г. Две години по-късно, през октомври 2004, е постигнато равенство 2-2 у дома срещу Холандия. На ответния мач през следващата година в Амстердам македонците завършват наравно (0-0). На 7 октомври 2006 за втори път е постигнато равенство с Англия в Манчестър. На 17 ноември 2007 Македония побеждава победителите в квалификационната си група Хърватия с 2-0.

## Формат
Ръководен орган на футбола в Северна Македония е Футболната Федерация на страната. Тя осъществява контрола и организацията на:
- Лиги:
  - Първа македонска футболна лига
  - Втора македонска футболна лига
  - Трета македонска футболна лига
  - Македонски регионални лиги
- Турнирни купи:
  - Купа на Македония
  - Суперкупа на Македония
- Национални отбори:
  - Национален отбор по футбол на Северна Македония
  - Национален отбор по футбол на Северна Македония под 21 години
  - Национален отбор по футбол на Северна Македония под 19 години
  - Национален отбор по футбол на Северна Македония под 17 години
  - Национален отбор по футбол на Северна Македония за жени

Женски футбол в страната има, но е обект на много по-малко развитите и популярност.

## Отбор
Към днешна дата най-популярните клубове в страната ФК Вардар (Скопие), на ФК Работнички (Скопие), ФК Шкендия (Тетово), ФК Пелистер (Битоля) и ФК Победа (Прилеп).

## История
Наченки на футбола в Македония датират от началото на XX век, като първият официален мач се играе в Скопие на 20 април 1919 по време на Първата световна война. Той среща сборен отбор на местни подразделения на Британската армия и местният ФК Напредок (Скопие). Македонският отбор печели мача с резултат 2-0. На мястото, на което някога се е играл мача в знак на възпоменание е издигнат паметник във формата на футболна топка и тегло около 250 килограма. Паметникът на първия официален футболен мач на територията на Македония е издигнат през 1979 г., в чест на 70-годишнината от началото на футбола в Македония.
След войната регионът става част от Кралство Сърбия, като Кралството на сърби, хървати и словенци е преименувано на Югославия през 1929 г. От 1918 година клубовете на сегашната територия на Република Македония участват в югославската футболна система. Първо, те са част от Белградския футболен подсъюз (1913-1927), а по-късно, след 1927 г., са отделени в Скопски футболен подсъюз. Това прави значително по-лесно участието на македонски клубове в югославска първа лига, тъй като подсъюзите функционират като квалификационни лиги на югославския национален шампионат и така избягва преки срещи с клубове от столицата Белград. Така Македония (Скопие) в края на 1930-те години играе в най-силната лига на Югославия. В края на 1930-те и началото на 1940-те години футболната система е променена и македонските клубове се състезават в първенството на Сърбия.
По време на Втората световна война регионът се администрира от сърбите като Вардарска бановина до 1941 г., но след това преминава към България. Футболните лиги и клубове са пренаредени и са включени в българската лига между 1941 и 1945. Най-силните македонски клубове се състезават в Българското първенство. По това време представителни македонски клубове играят срещу сборен отбор на германската армия и срещу България. В този период няколко македонски играчи са избрани и играят за Национален отбор по футбол на България.
През 1945 след края на Втората Световна Война, областта отново е включена в състава на Югославия и Социалистическа република Македония става като една от шестте републики на Социалистическа федеративна република Югославия. Най-добрите македонски клубове се състезават в съюзната първа и втора югославска лига, докато Македонската Република не създадава отново своя Лига за квалификации за федералната лига. През 1945 за президент на Асоциацията на спорта в Скопие е избран Густав Влахов. На 14 август 1949 на македонската футболна Асоциация е създадена. Тя остава част от футболната Асоциация на Югославия и най-добрите македонски играчи влизат в състава на югославска националния отбор до 1991 г., когато Македония обявява своята независимост. Първият президент на футболната Федерация на Македония е Любисав Иванов – Дзинго.
През 1991 македонските клубове се отказват от участие в югославската футболна лига система и създават своя собствена лига. Първият шампионат в Македония е организиран през сезон 1992/93, в който вземат участие 18 отбора. ФК Вардар (Скопие) е първият шампион, като завършва без загуба. Този отбор също печели първата в историята Купа на Македония. През 1994 г. Македония става член на ФИФА и УЕФА с разпадането на СФР Югославия. През 1995 за първи път македонски клубове вземат участие в мачове за еврокупите. Като шампион ФК Вардар играе в Купата на УЕФА срещу унгарския Бекешчаба и губи с общ резултат 1:2. ФК Силекс играе в Купа на носителите на купи, елиминирайки друг унграски клуб - Вац Самсунг в първия квалификационен кръг, но губи от опитния германски отбор Борусия ФФЛ 1900 (Мьонхенгладбах) в следващия кръг.
Националният отбор започва успешно своя път във футбола под ръководството на треньора Андон Дончевски с 4-1 победа срещу Словения в приятелски мач на 13 октомври 1993 година. Първото си поражение отбора получава от Турция на 31 август 1994 г. (преди това те са загубили Пенярол 0-4 в Монтевидео през февруари 1994 година). Лидер на отбора е Дарко Панчев, който печели Шампионска лига на УЕФА с Цървена звезда през 1991 г. и преминава да играе за ФК Интер в Италия. На Квалификациите за Евро-96 Македония участва за първи път като независима държава е групирана с Испания, Дания, Белгия, Кипър и Армения. В първия си мач, който е и първият им официален мач, Македония играе срещу действащия еврошампион на Дания. Играта се провежда на градския стадион в Скопие на 7 септември 1994 г. и завърши 1-1 (първият гол е вкаран Митко Стойковски). Оттогава Македония участва във всички ФИФА и УЕФА-санкционирани квалификационни турнири.
През 2016 г. националния отбор U-21 достига финалната фаза на европейското първенство, след като завършва първи в своята квалификационна група след Франция, Исландия, Украйна, Шотландия и Северна Ирландия. Това е първият път, когато футболен отбор на Македония преминава квалификация на голям турнир. През 2017 г., Република Македония и Скопие са домакин на финалния мач за 2017 Суперкупа на УЕФА между Реал Мадрид КФ и ФК Манчестър Юнайтед. Освен това, през същата година, ФК Вардар достига груповата фаза на Лига Европа, след като печели два мача срещу турския гранд Фенербахче в плейофите, като това става първият път, в който македонски клуб попада в груповата фаза на клубните турнири.

## Система
| Ниво | Лига(а)/на Отдела(ите)                          | Лига(а)/на Отдела(ите)                          | Лига(а)/на Отдела(ите)                          | Лига(а)/на Отдела(ите)                          | Лига(а)/на Отдела(ите)                          | Лига(а)/на Отдела(ите)                          | Лига(а)/на Отдела(ите)                          | Лига(а)/на Отдела(ите)                          | Лига(а)/на Отдела(ите)                          | Лига(а)/на Отдела(ите)                          | Лига(а)/на Отдела(ите)                          | Лига(а)/на Отдела(ите)                          |
| 1    | 1.МФФ 10 клуба                                  | 1.МФФ 10 клуба                                  | 1.МФФ 10 клуба                                  | 1.МФФ 10 клуба                                  | 1.МФФ 10 клуба                                  | 1.МФФ 10 клуба                                  | 1.МФФ 10 клуба                                  | 1.МФФ 10 клуба                                  | 1.МФФ 10 клуба                                  | 1.МФФ 10 клуба                                  | 1.МФФ 10 клуба                                  | 1.МФФ 10 клуба                                  |
| 2    | 2.МФФ 20 клуба, разделени в 2 серии от 10 клуба | 2.МФФ 20 клуба, разделени в 2 серии от 10 клуба | 2.МФФ 20 клуба, разделени в 2 серии от 10 клуба | 2.МФФ 20 клуба, разделени в 2 серии от 10 клуба | 2.МФФ 20 клуба, разделени в 2 серии от 10 клуба | 2.МФФ 20 клуба, разделени в 2 серии от 10 клуба | 2.МФФ 20 клуба, разделени в 2 серии от 10 клуба | 2.МФФ 20 клуба, разделени в 2 серии от 10 клуба | 2.МФФ 20 клуба, разделени в 2 серии от 10 клуба | 2.МФФ 20 клуба, разделени в 2 серии от 10 клуба | 2.МФФ 20 клуба, разделени в 2 серии от 10 клуба | 2.МФФ 20 клуба, разделени в 2 серии от 10 клуба |
| 3    | 3. МФФ 75 клуба са разделени в 6 серии          | 3. МФФ 75 клуба са разделени в 6 серии          | 3. МФФ 75 клуба са разделени в 6 серии          | 3. МФФ 75 клуба са разделени в 6 серии          | 3. МФФ 75 клуба са разделени в 6 серии          | 3. МФФ 75 клуба са разделени в 6 серии          | 3. МФФ 75 клуба са разделени в 6 серии          | 3. МФФ 75 клуба са разделени в 6 серии          | 3. МФФ 75 клуба са разделени в 6 серии          | 3. МФФ 75 клуба са разделени в 6 серии          | 3. МФФ 75 клуба са разделени в 6 серии          | 3. МФФ 75 клуба са разделени в 6 серии          |
| 4    | 4. МФФ 15 Регионални Лиги                       | 4. МФФ 15 Регионални Лиги                       | 4. МФФ 15 Регионални Лиги                       | 4. МФФ 15 Регионални Лиги                       | 4. МФФ 15 Регионални Лиги                       | 4. МФФ 15 Регионални Лиги                       | 4. МФФ 15 Регионални Лиги                       | 4. МФФ 15 Регионални Лиги                       | 4. МФФ 15 Регионални Лиги                       | 4. МФФ 15 Регионални Лиги                       | 4. МФФ 15 Регионални Лиги                       | 4. МФФ 15 Регионални Лиги                       |